# Dipterocarpaceae
Famille
Synonymes
- Monotaceae Kosterm.[1]

Les Diptérocarpacées (Dipterocarpaceae) sont une famille d'arbres émergents qui regroupe des plantes dicotylédones de l'ordre des Malvales. Ces très grands arbres à feuilles persistantes des régions tropicales poussent principalement dans des forêts humides tropicales, plus particulièrement dans les forêts pluviales des basses terres d'Asie du Sud-Est.

## Étymologie
Le nom vient du genre type Dipterocarpus composé des mots grecs  δύο / dio, deux, πτερων / pteron, « aile ; plume », et καρπός / karpos, fruit, désignant un fruit qui a deux ailes.

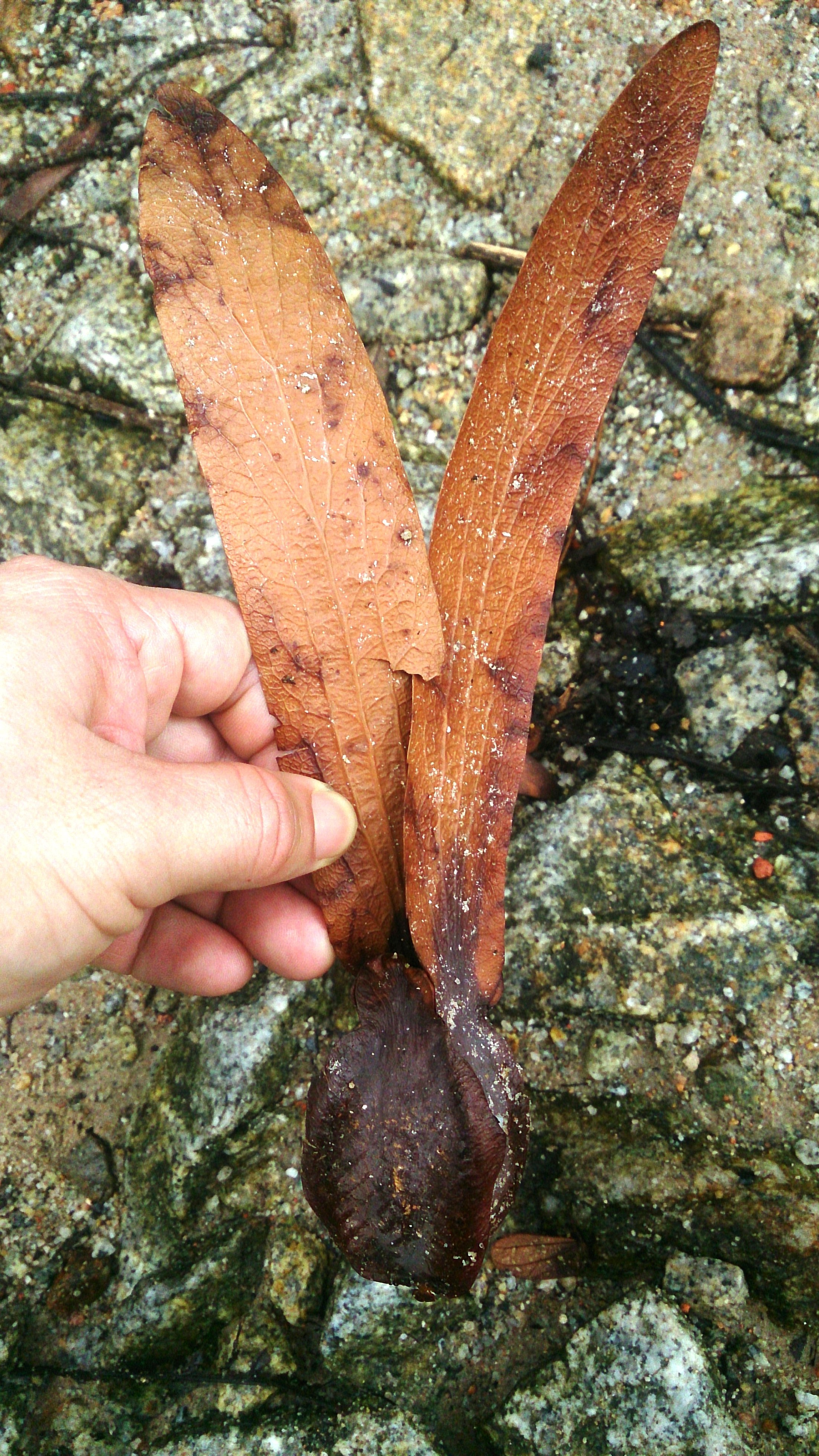
Fruit et ses 2 ailes
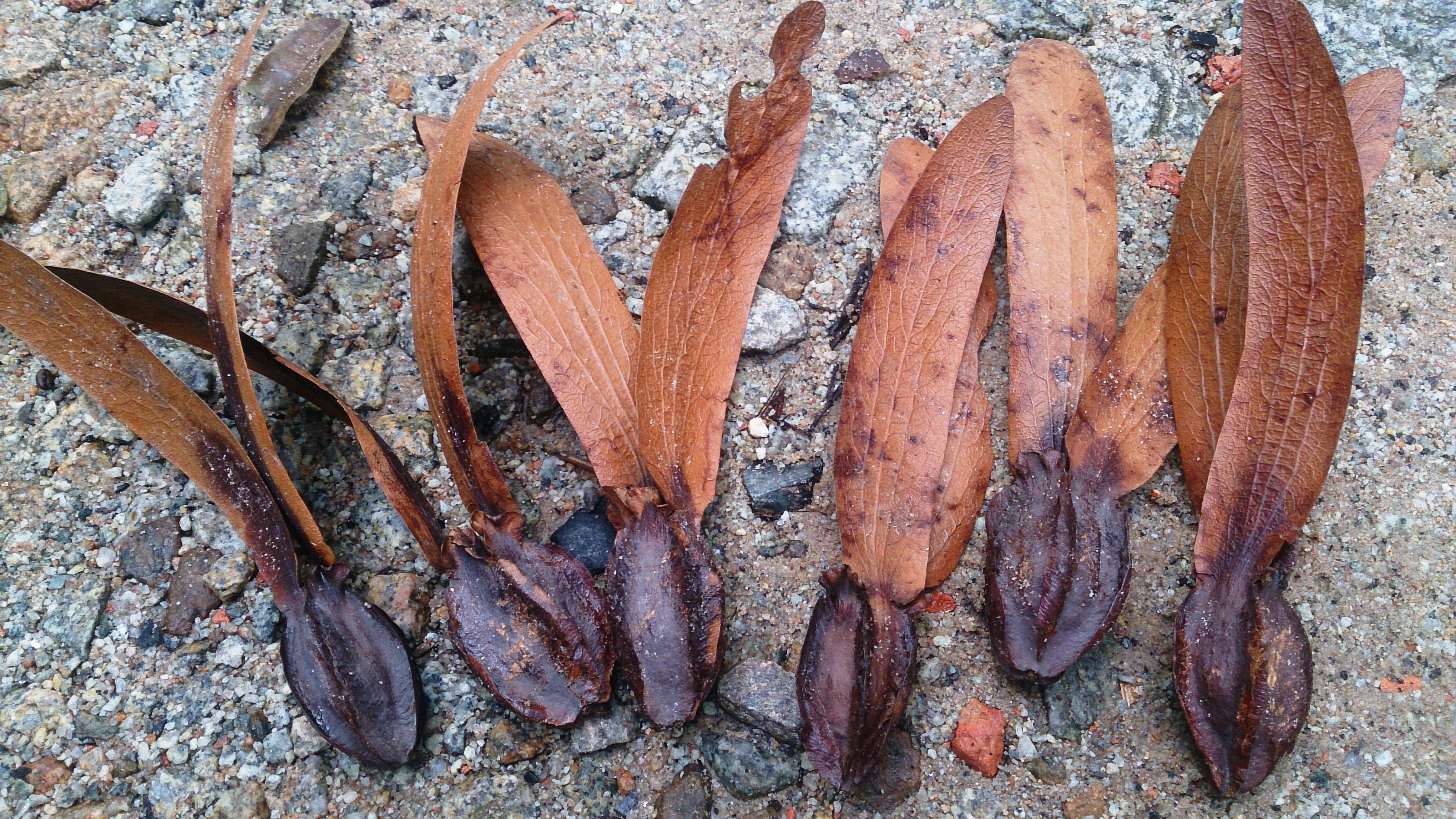
Six fruits de Dipterocarpus

## Caractéristiques

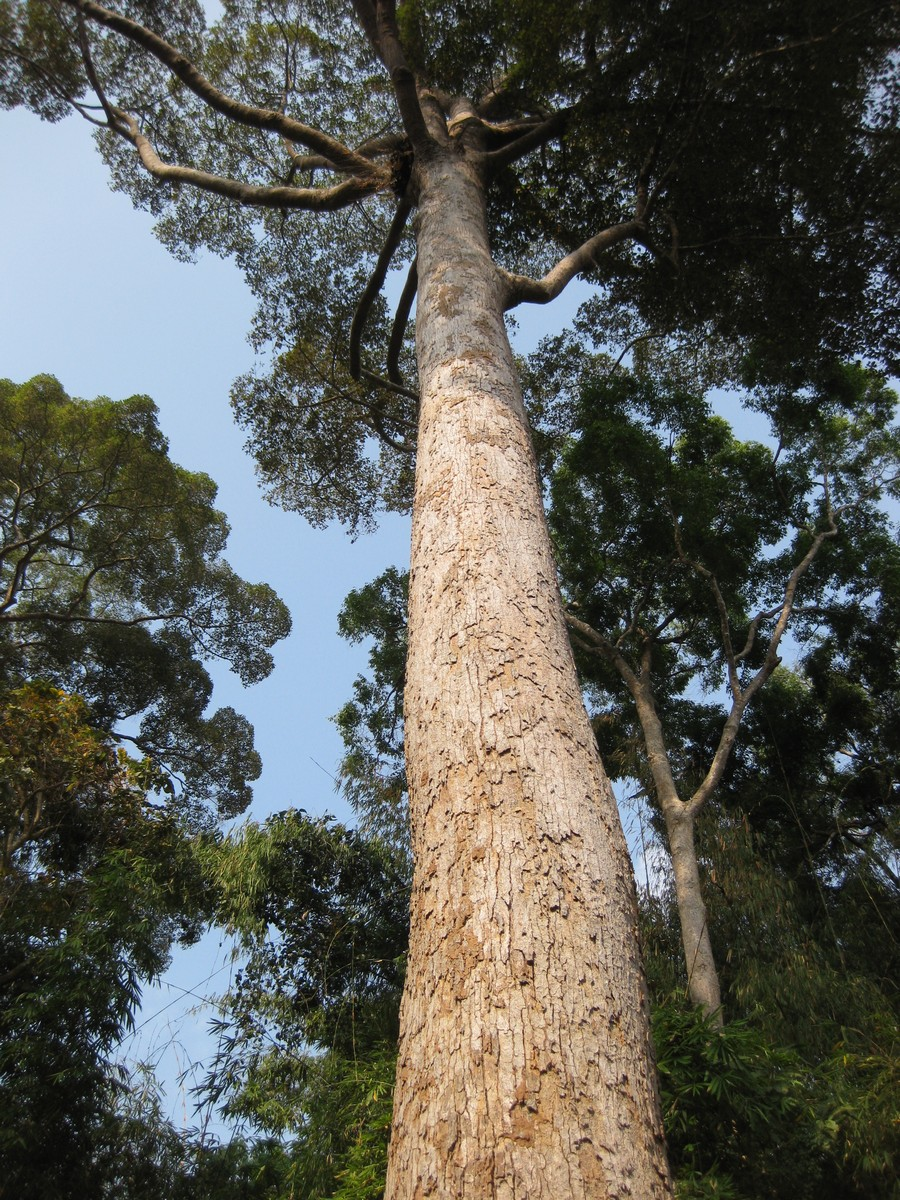
Dipterocarpus costatus, espèce type du genre éponyme.

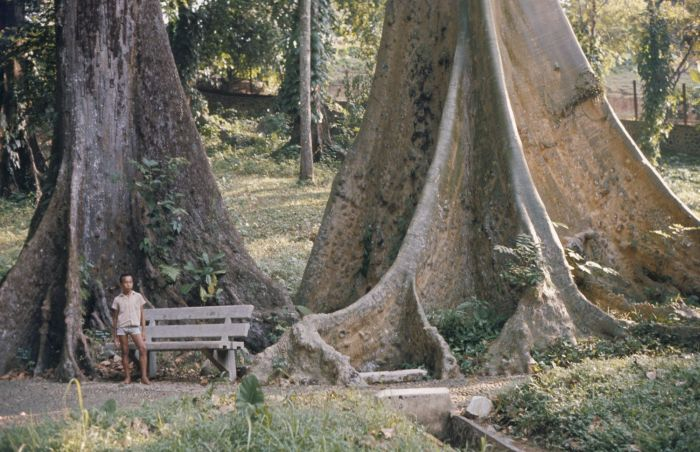
Contreforts de Diptérocarpacée dans le jardin botanique de Bogor en Indonésie

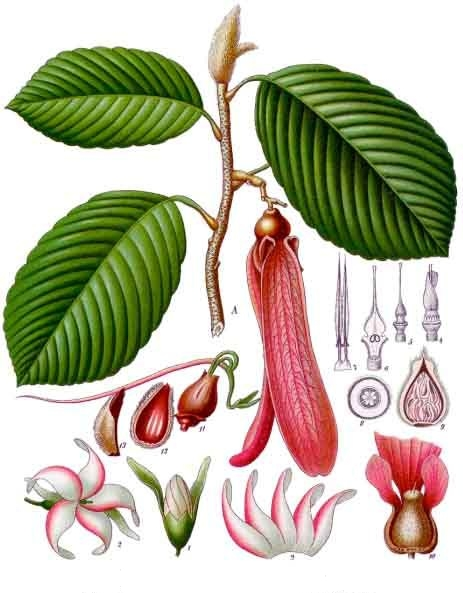
Planche botanique de Dipterocarpus retusus.

Les Diptérocarpacées sont des arbres dits « arbres émergents » qui dominent la canopée à plus de 40 m de hauteur. Ils atteignent parfois 70 m de hauteur.
Le sol des forêts tropicales étant pauvres en aliments nutritifs, les racines de l'arbre ne s'enfoncent que de 15 à 20 cm de profondeur (alors que dans les forêts tempérées les arbres s'enracinent jusqu'à 1,5 m de profondeur) : c'est pourquoi, pour que l'arbre soit stable et ne tombe pas, il développe des contreforts.
Les diptérocarpacées sont souvent caractérisées par un phénomène de « timidité des houppiers » qui fait que les couronnes de ces arbres ne se touchent pas entre elles.
Parmi les 260 espèces de diptérocarpes au monde, 155 sont natives de l'île de Bornéo en Asie du Sud-Est.

## Classification
Cette famille a été décrite pour la première fois en 1825 par le botaniste germano-hollandais Blume. 
En classification phylogénétique APG III (2009) cette famille est classée dans l'ordre des Malvales, tandis qu'en classification classique de Cronquist (1981) elle faisait partie des Theales.
Les genres les plus importants de cette famille sont Shorea (196 espèces), Hopea (104 espèces), Dipterocarpus (70 espèces) et Vatica (65 espèces) .
Selon quelques auteurs elle comprend seulement des plantes asiatiques d'Indonésie et Malaisie[réf. nécessaire].
Certains auteurs[réf. nécessaire] incluent aussi les plantes acceptées comme la famille Monotaceae par d'autres auteurs. Dans ce cas les Diptérocarpacées comprennent deux sous-familles additionnelles :
- Marquesia, Monotes en Afrique et Pseudomonotes en Amérique du Sud;
- Pakaraimaea en Guyane.

### Liste des genres
Selon GRIN (5 mars 2017) :
- Anisoptera Korth.
- Cotylelobium Pierre
- Dipterocarpus C. F. Gaertn.
- Dryobalanops C. F. Gaertn.
- Hopea Roxb.
- Neobalanocarpus P. S. Ashton
- Parashorea Kurz
- Shorea Roxb. ex C. F. Gaertn.
- Vateria L.
- Vatica L.

Selon Tropicos (5 mars 2017) (Attention liste brute contenant possiblement des synonymes) :
- Anisoptera Korth.
- Antherotriche Turcz.
- Anthoshorea Pierre
- Baillonodendron F. Heim
- Balanocarpus Bedd.
- Caryolobis Gaertn.
- Cotylelobium Pierre
- Cotylolobium Post & Kuntze
- Dilleniopsis Baill. ex Pierre
- Dioticarpus Dunn
- Dipterocarpus C.F. Gaertn.
- Doona Thwaites
- Dryobalanops C.F. Gaertn.
- Duvaliella F. Heim
- Dyerella F. Heim
- Hemiphractum Turcz.
- Hopea Roxb.
- Hopeoides Cretzoiu
- Isauxis Rchb.
- Isoptera Scheff. ex Burck
- Kuenckelia F. Heim
- Mocanera Blanco
- Monoporandra Thwaites
- Monotes A. DC.
- Neisandra Raf.
- Neobalanocarpus P.S. Ashton
- Pachychlamys Dyer ex Ridley
- Pachynocarpus Hook. f.
- Panoe Adans.
- Parahopea F. Heim
- Parashorea Kurz
- Pentacme A. DC.
- Petalandra Hassk.
- Pierrea F. Heim
- Pseudomonotes A.C. Londoño, E. Alvarez D. & Forero
- Pteranthera Blume
- Pterigium Corrêa
- Retinodendron Korth.
- Retinodendropsis F. Heim
- Richetia F. Heim
- Ridleyinda Kuntze
- Scaphula R. Parker
- Seidlia Kostel.
- Shorea Roxb. ex C.F. Gaertn.
- Sohrea Steud.
- Stemonoporus Thwaites
- Sunaptea Griff.
- Sunapteopsis F. Heim
- Synaptea Kurz
- Trillesanthus Pierre
- Trillesianthus Pierre ex A. Chev.
- Trisellanthus Pierre
- Upuna Symington
- Vatera Cothen.
- Vateria L.
- Vateriopsis F. Heim
- Vatica L.
- Vesquella F. Heim